# Fritz Hackert
Fritz Hackert (* 3. Juli 1934 in Stuttgart; † 21. April 2015 in Tübingen) war ein deutscher Literaturwissenschaftler und Germanist.

## Leben
Nach einer kaufmännischen Lehre und vorübergehenden Tätigkeit als kaufmännischer Angestellter bei einer Maschinenfabrik in Bad Cannstatt bei Stuttgart legte Hackert 1957 das Abitur am Eberhard-Ludwigs-Gymnasium in Stuttgart ab. Sein anschließendes Studium der Germanistik, Anglistik, Geschichte und Volkskunde führte ihn an Universitäten in München, London und Tübingen. 1964 schloss er an der Eberhard Karls Universität Tübingen die Wissenschaftliche Prüfung für das Lehramt an Gymnasien ab, im darauffolgenden Jahr promovierte er mit einer Arbeit über den österreichischen Schriftsteller und Journalisten Joseph Roth.
Seine wissenschaftliche Lehrtätigkeit trat Hackert 1966 als Lehrstuhlassistent am Deutschen Seminar der Universität Tübingen an. Ab 1969 lehrte er dort als akademischer Rat. 1971 folgte ein Aufenthalt als Associate Professor an der University of Georgia in Athens (USA). Ab 1973 vertrat er die Neuere Deutsche Literaturwissenschaft als akademischer Oberrat am Deutschen Seminar der Universität Tübingen und wurde endlich um 1978 zum Akademischen Direktor ernannt. Zeitweise führte Hackert die Geschäfte des Deutschen Seminars. Er gab den Anstoß zu der Literatur-Zeitschrift „Tübinger Texte“, die er gemeinsam mit Studierenden ab 1975 in mehreren Ausgaben herausgab.
Als Experte für das Werk Joseph Roths genoss Hackert weltweit Anerkennung. Er war initiierendes Mitglied der Internationalen Joseph Roth-Gesellschaft in Wien. In Zusammenarbeit mit dem Literaturwissenschaftler Klaus Westermann edierte er die zwischen 1989 und 1991 erschienene sechsbändige Roth-Werkausgabe. Daneben verfasste Hackert zu den Dichtern Heinrich von Kleist und Johann Wolfgang von Goethe lehrpraktische Analysen für den Schulunterricht und war als Übersetzer und Rezensent tätig.

## Publikationen (Auswahl)
- Kulturpessimismus und Erzählform. Studien zu Joseph Roths Leben und Werk. Lang, Bern 1967.
- Joseph Roth. Zur Biographie. In: Deutsche Vierteljahresschrift für Literaturwissenschaft und Geistesgeschichte Jg. 43, 1969, H. 1, S. 161–186.
- als Herausgeber mit Richard Brinkmann, Kennosuke Ezawa: Germanistik international. Niemeyer, Tübingen 1978.
- als Herausgeber mit Klaus Westermann: Joseph Roth Werke. 6 Bde., Kiepenheuer & Witsch, Köln 1989–1991.
- als Herausgeber: Joseph Roth. 1894–1939. Internationales interdisziplinäres Symposion, 12. Oktober 1989–15.10.1989, Stuttgart-Hohenheim. Akademie der Diözese Rottenburg-Stuttgart, Fachstelle für Medienarbeit, Stuttgart 1989.
- als Herausgeber mit Michael Kessler: Joseph Roth. Interpretation, Kritik, Rezeption. Stauffenburg Narr, Tübingen 1990.
- Stefan Zweigs Universum. Die Wunder von Geschichte- und Lebenswelt der „Sternstunden“. In: Thomas Eicher (Hrsg.): Stefan Zweig im Zeitgeschehen des 20. Jahrhunderts. Athena, Oberhausen 2003, S. 209–223 (Übergänge, Grenzfälle. Österreichische Literatur in Kontexten, hrsg. von Thomas Eicher, Fritz Hackert und Bernd Hamacher, Vol. 8).
- „Der fleißige Chroniker kriminalistischer Ereignisse“. Die Gerichtsreportagen Joseph Roths. In: Thomas Eicher (Hrsg.): Joseph Roth und die Reportage. Mattes, Heidelberg 2010.

## Interviews
- Peter Roos: Genius loci. Gespräche über Literatur und Tübingen. Neske, Pfullingen 1978, S. 197–201.

- Unser Donnerstagsgast: Fritz Hackert. In: Schwäbisches Tagblatt. Tübingen, Samstag, 28. Oktober 1989.